# 카멜로 이폴리토
카멜로 이폴리토는 분산형 금융(DeFi) 분야에서의 거버넌스 전략가이자 연구원이다. 그는 Web3 및 블록체인에 초점을 맞춘 여러 조직과 협력해 왔으며, 그 중에는 올림푸스 DAO, 스테이블랩, 가운틀릿, 블록사이언스 등이 포함된다.

## 교육
이폴리토는 2008년부터 2012년까지 밀라노 대학교 에서 철학, 정치학, 경제학(PPE) 학사 학위를 취득했다.

## 경력
2021년부터 Ippolito는 분산형 금융(DeFi) 분야에서 프로토콜 설계, 경제 모델, 거버넌스 프레임워크 개발에 집중해 왔다. 그는 Olympus DAO에서 구조 분석가 역할을 맡아 프로토콜이 소유한 연결 전략 및 유동성 관련 메커니즘 개발에 참여했다. 또한 재무 다각화 관련 제안에 기여했으며, 이는 DAI 채권 관련 이니셔티브를 포함한다.
이후 StableLab에 합류해 “n,n” 거버넌스 프레임워크 개발에 참여했으며, 분산형 자율 조직(DAO)을 위한 적응형 모델과 인센티브 설계에 인공지능을 통합하는 데 집중했다. Gauntlet에서 그는 위험 조정 모델, 인센티브 단계 분석, DAO 간 합병 평가에 기여했으며, 행동 경제학을 블록체인 거버넌스 시스템에 통합했다.
BlockScience의 파트너로서 Ippolito는 DAO 경제와 관련된 시뮬레이션 및 구조 모델링 프로젝트를 공동으로 주도해 왔으며, 이는 재무의 반사성과 인센티브 감소에 대한 연구를 포함한다. 이전에는 Glassnode, Delphi Labs 및 Metagov에서 연구 및 분석 업무를 담당했으며, 유동성 모델링, veToken 구조 및 분산형 거버넌스의 실험적 접근 방식에 대한 작업을 수행했다.